# Rainer Hayn
Rainer Hayn (* 1943 in Swinemünde) ist ein deutscher Maler.

## Leben und Wirken
Rainer Hayn wurde 1943 in Swinemünde geboren.
1966 nahm er an der Technischen Universität Berlin ein Architekturstudium auf, dass er 1972 mit Diplom abschloss. Im Anschluss studierte er bis 1976 Malerei an der Berliner Hochschule der Künste (heute Universität der Künste Berlin).
Erste Ausstellungen folgten nach Abschluss seines Studiums in Berlin und München. Seither ist Rainer Hayn mit Ausstellungen im In- und Ausland erfolgreich.
Ein bedeutender Teil seiner Werke entstand in Italien, wo er seit 1976 im Sommer in seinem Atelier in Palazzone (Toskana) arbeitete und lebte.
In den Jahren 1985–1988 verlegte er seinen Lebensmittelpunkt in die USA, wo er sein Schaffen in New York fortsetzte.
1988 kehrte er nach Deutschland zurück. Seit 1992 unternahm er mehrere Reisen nach Nordafrika und Asien, insbesondere Indien. Rainer Hayn lebt in Berlin.

## Ausstellungen und Projekte
- 1977 Galerie Zellermayer, Berlin
- 1979 Galerie Leiitis, München
- 1983 Foyer der Deutschen Oper Berlin
- 1984 Neue Kunst in der Philharmonie
- 1986 Galerie Gawel, New York
- 1987 Goethe House, New York
- 1988 Deutsche Botschaft New York
- Seit 1990 Künstlerische Projekte mit Angelika Dubufè Bühnenbilder in Berlin, Potsdam, Chemnitz, Bautzen
- 1994 BIG Potsdam
- 1995 Architekten und Ingenieursverein, Berlin

- 1996 Wandbild 17 m/2,10 m für ein Geschäftshaus (Haberent GmbH, Berlin)

- 1997 Museum Luckenwalde
- 1998 Galerie Hägen, Berlin
- 1999 Galerie Leitis, New York
- 2003 Säulenbild, Arztpraxis Dr. Herrmann
- 2008 Dag Höge, Maklerhaus, Berlin
- 2009 Porträtaufträge Hamburg, München, Berlin
- 2005–2012 Bete Architekten und Ingenieure, Wandbilder
- 2012 Bilder für ein Kinderhospiz, Berlin-Mitte
- 2013 Entwürfe für ein Wandbild und Empfangstresen Ärztehaus, Nürnbergerstr. 67, Berlin
- 2016 Bilder für die Botschaft von Aserbaidschan, Wohnhaus an der Spree (Bete Arch. u. Ingenieure)